# CFR Turnu Severin
CFR Turnu Severin war ein rumänischer Fußballverein aus Turnu Severin (heute Drobeta Turnu Severin). Der Verein gewann im Jahr 1943 den rumänischen Fußballpokal.

## Geschichte
CFR Turnu Severin wurde im Jahr 1928 gegründet. Am überregionalen Spielbetrieb nahm der Verein erstmals in der Saison 1936/37 in der neu geschaffenen Divizia C teil, zog sich aber im April 1937 aus der Gruppe West zurück. Da die Divizia C in den 1930er-Jahren nur sporadisch ausgetragen wurde, gelang die erforderliche Qualifikation zur Divizia B erst im Jahr 1939.
Nach einer Mittelfeldplatzierung begann in der folgenden Spielzeit die erfolgreichste Zeit des Klubs. In der Saison 1940/41 belegte CFR den ersten Platz in der Divizia B und stieg erstmals in die höchste rumänische Spielklasse, die Divizia A (heute Liga 1), auf. Aufgrund des Ausbruchs des Zweiten Weltkrieges konnte der Verein diese Qualifikation nicht mehr wahrnehmen, da der offizielle Ligenbetrieb unterbrochen war. In der inoffiziellen Meisterschaft der Saison 1941/42 belegte der Verein hinter Juventus Bukarest den zweiten Platz. Der größte Erfolg der Vereinsgeschichte folgte ein Jahr später: Durch einen 4:0-Erfolg gegen Sportul Studențesc gewann der Klub den rumänischen Fußballpokal 1943.
Als nach Kriegsende der Spielbetrieb im Jahr 1946 wieder aufgenommen wurde, wurde CFR entgegen der zuvor erreichten Qualifikation nicht in die Divizia A, sondern in die Divizia B eingeordnet. Dort kämpfte der Verein gegen den Abstieg, ehe er im Jahr 1949 die Liga verlassen musste. Nach der Umbenennung in Locomotiva Turnu Severin Anfang der 1950er-Jahre gelang in der Saison 1951 der Wiederaufstieg. Locomotiva konnte sich mit wechselhaften Erfolge mehrere Jahre in der Divizia B halten, er der Klub am Ende der Saison 1956 erneut abstieg.
Nach einer erneuten Umbenennung in seinen alten Namen CFR Turnu Severin im Jahr 1957 spielte der Verein ein Jahr lang in der Divizia C. Im Jahr 1958 wurde er aufgelöst und durch den FC Drobeta Turnu Severin ersetzt, der wiederum selbst im Juli 2011 aufgelöst wurde.

## Erfolge
- Rumänischer Pokalsieger: 1943
- Aufstieg in die Divizia A: 1941